# Yoshinaka Minamoto

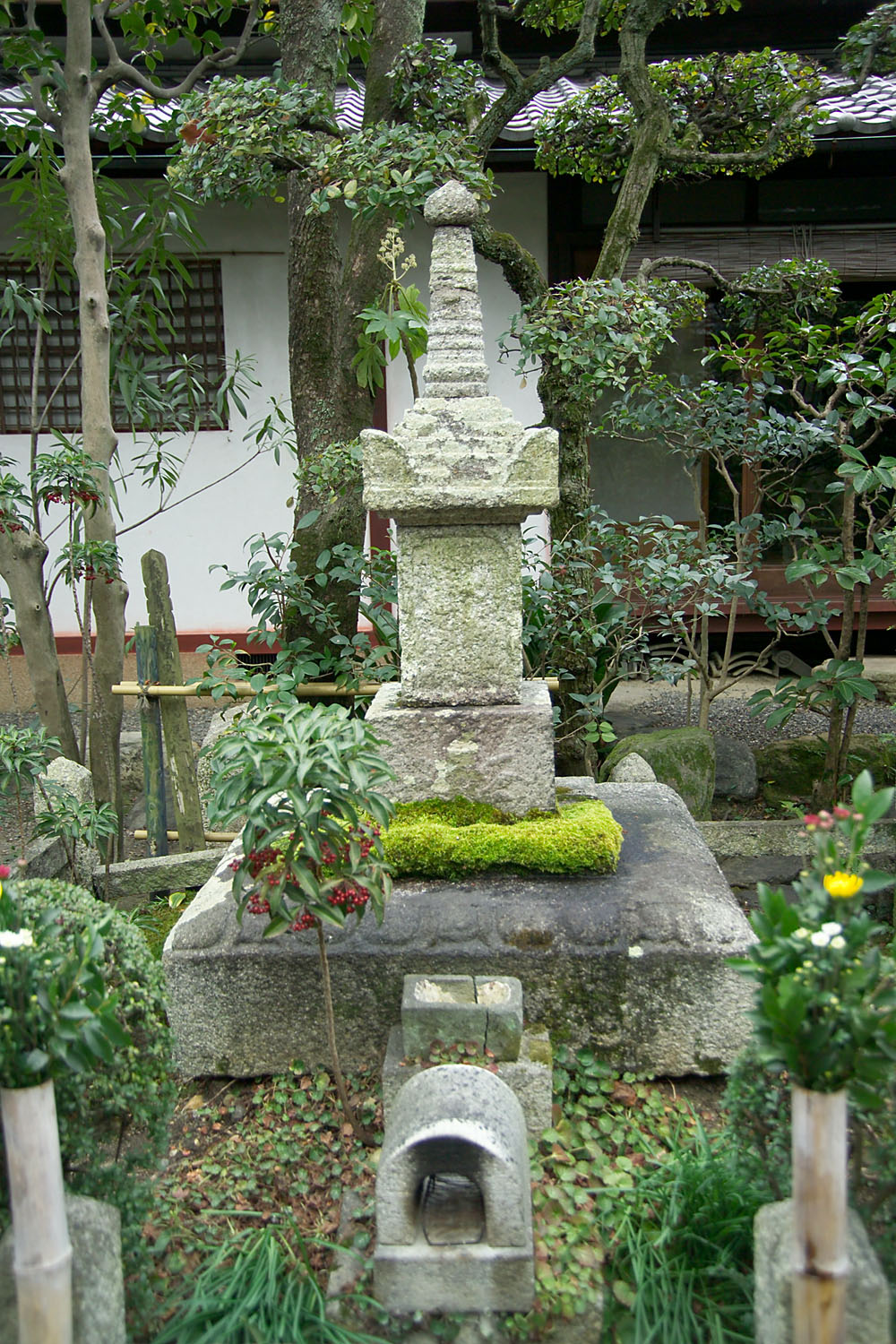
Grób Yoshinaki Minamoto w świątyni Gichū, w Ōtsu, w prefekturze Shiga

Yoshinaka Minamoto (jap. 源 義仲 Minamoto no Yoshinaka; 1154–1184) – japoński generał z późnego okresu Heian, członek rodu Minamoto, kuzyn i rywal Yoritomo Minamoto podczas wojny Gempei.

## Niepewna młodość
Yoshinaka urodził się w prowincji Musashi. Kiedy był dzieckiem, jego ojciec, Yoshikata, został zamordowany przez Yoshihirę Minamoto w wyniku rodzinnej waśni. Yoshihira zagarnął ziemie Yoshikaty i dążył do wyeliminowania Yoshinaki, ale ten zdołał uciec i znalazł schronienie u rodziny Nakahara w Kiso, w prowincji Shinano (obecnie prefektura Nagano). Dorastał wspólnie z Shiro Nakaharą, którego matka opiekowała się oboma chłopcami. Shiro miał w przyszłości zostać najbliższym przyjacielem i najwierniejszym wasalem Yoshinaki. Sam Yoshinaka zmienił później nazwisko z Minamoto na Kiso (jap. 木曾).

## Wojna Gempei
W 1180 roku do Yoshinaki dotarł apel księcia Mochihito, wzywający ród Minamoto do powstania przeciw Tairom. Yoshinaka zaangażował się w wojnę Gempei, organizując armię w Shinano, które zresztą szybko opanował. W 1181 roku podjął próbę odzyskania rodzinnej prowincji Musashi, ta jednak znajdowała się już pod kontrolą Yoritomo. Kuzyni zawarli porozumienie, na mocy którego Yoshinaka musiał uznać Yoritomo za głowę rodu Minamoto, zrzec się praw do prowincji Musashi i wysłać syna Yoshitakę do Kamakury jako zakładnika. Czując się poniżony, Yoshinaka postanowił jako pierwszy zająć Kioto, pokonać Tairów i przejąć władzę nad rodem Minamoto.

## Konflikt wewnątrz rodu Minamoto
Yoshinaka pokonał armię Koremoriego Tairy w bitwie na przełęczy Kurikara i skierował się do Kioto. Tairowie wycofali się ze stolicy, zabierając ze sobą nieletniego cesarza Antoku. Trzy dni później armia Yoshinaki wkroczyła do Kioto, a były cesarz Go-Shirakawa nadał zwycięskiemu wodzowi tytuł asahi-shōgun. Wkrótce potem cesarz nakazał Yoshinace pościg za Tairami, chcąc się go pozbyć ze stolicy, ponieważ jego żołnierze pustoszyli miasto.
Kiedy Yoshinaka dowiedział się, że były cesarz sprzymierzył się z jego kuzynem, Yoritomo, wpadł we wściekłość i przejął militarną kontrolę nad Kioto, zmuszając Go-Shirakawę do nadania mu tytułu sioguna i ogłoszenia Yoritomo buntownikiem. W odpowiedzi Yoritomo wydał swoim braciom Yoshitsune i Noriyoriemu polecenie zabicia Yoshinaki. 
Yoshinaka został wyparty z Kioto i zabity w bitwie pod Awazu w prowincji Ōmi (obecnie prefektura Shiga) razem z przybranym bratem Shiro (znanym teraz pod imieniem Kanehira). Uwięziony w potrzasku, zamierzał znaleźć ustronne miejsce i sam pozbawić się życia, ale jego koń utknął w zamarzniętym błocie, co dało jego wrogom szansę zbliżenia się i zabicia go. 
Yoshinakę pochowano w Ōtsu w prowincji Ōmi. W późnym okresie Muromachi zbudowano świątynię na jego cześć, zwaną Gichū-ji (jej nazwę zapisuje się tymi samymi znakami co imię "Yoshinaka"). Kanehirę również pogrzebano w Ōtsu, ale nie w pobliżu grobu jego przybranego brata. Bashō Matsuo, poeta z okresu Edo został, zgodnie ze swoim życzeniem, pochowany w Gichū-ji obok Yoshinaki. 
Yoshinaka jest jednym z wielu bohaterów eposu wojennego Heike monogatari. Historia Yoshinaki i Kanehiry jest w Japonii dobrze znana, także jako temat dramatu nō pt. Kanehira, w którym udręczony duch Kanehiry opowiada o śmierci swojej i Yoshinaki.